# Seznam dílů seriálu Liv a Maddie
Toto je seznam dílů seriálu Liv a Maddie. Americký komediální televizní seriál Liv a Maddie byl vysílán od 19. července 2013 do 24. března 2017 v USA a od 7. prosince 2013 do 7. prosince 2017 také v Česku na stanici Disney Channel. Seriál pochází z dílny Johna Becka a Rona Harta. Hlavní hrdinka Dove Cameron ztvárňuje identická dvojčata. Každý původní název dílu obsahuje A-Rooney, přičemž u českých názvů se objevuje Rooneyovi.

## Přehled řad
| Řada | Díly | Premiéra v USA    | Premiéra v USA    | Premiéra v ČR    | Premiéra v ČR     |
| Řada | Díly | První díl         | Poslední díl      | První díl        | Poslední díl      |
| ---- | ---- | ----------------- | ----------------- | ---------------- | ----------------- |
| 1    | 21   | 19. července 2013 | 27. července 2014 | 7. prosince 2013 | 9. prosince 2014  |
| 2    | 24   | 21. září 2014     | 23. srpna 2015    | 7. února 2015    | 6. února 2016     |
| 3    | 20   | 13. září 2015     | 19. června 2016   | 6. února 2016    | 10. prosince 2016 |
| 4    | 15   | 23. září 2016     | 24. března 2017   | 8. ledna 2017    | 7. prosince 2017  |

## Seznam dílů

### První řada (2013–2014)
| Č. v seriálu | Č. v řadě | Původní název           | Český název                 | Režie        | Scénář                                                          | Premiéra v USA     | Premiéra v ČR     | Prod. kód |
| ------------ | --------- | ----------------------- | --------------------------- | ------------ | --------------------------------------------------------------- | ------------------ | ----------------- | --------- |
| 1            | 1         | Twin-a-Rooney           | Rooneyovic dvojčata         | Andy Fickman | John D. Beck, Ron Hart                                          | 19. července 2013  | 7. prosince 2013  | 101       |
| 2            | 2         | Team-a-Rooney           | Rooneyovic tým              | Andy Fickman | John D. Beck, Ron Hart                                          | 15. září 2013      | 25. ledna 2014    | 102       |
| 3            | 3         | Sleep-a-Rooney          | Přespání u Rooneyových      | Andy Fickman | John Peaslee                                                    | 22. září 2013      | 15. února 2014    | 107       |
| 4            | 4         | Steal-a-Rooney          | Rooneyovic zlodějka         | Andy Fickman | John D. Beck, Ron Hart                                          | 29. září 2013      | 1. února 2014     | 104       |
| 5            | 5         | Kang-a-Rooney           | Rooneyovic klokan           | Andy Fickman | David Monahan                                                   | 6. října 2013      | 8. února 2014     | 105       |
| 6            | 6         | Skate-a-Rooney          | Skateboarding u Rooneyových | Andy Fickman | John D. Beck, Ron Hart                                          | 13. října 2013     | 22. února 2014    | 103       |
| 7            | 7         | Dodge-a-Rooney          | Vybíjená u Rooneyových      | Andy Fickman | Heather MacGillvray, Linda Mathious                             | 3. listopadu 2013  | 8. března 2014    | 108       |
| 8            | 8         | Brain-a-Rooney          | Rooneyovi v týmu            | Andy Fickman | Linda Mathious, Heather MacGillvray                             | 10. listopadu 2013 | 15. března 2014   | 113       |
| 9            | 9         | Sweet 16-a-Rooney       | Šestnáctiny u Rooneyových   | Andy Fickman | Sylvia Green                                                    | 24. listopadu 2013 | 27. dubna 2014    | 106       |
| 10           | 10        | Fa-La-La-a-Rooney       | Vánoce u Rooneyových        | Andy Fickman | Sylvia Green                                                    | 1. prosince 2013   | 9. prosince 2014  | 111       |
| 11           | 11        | Switch-a-Rooney         | Výměna Rooneyových          | Andy Fickman | Danielle Hoover, David Monohan                                  | 17. ledna 2014     | 24. května 2014   | 109       |
| 12           | 12        | Dump-a-Rooney           | Basketbal u Rooneyových     | Andy Fickman | John D. Beck, Ron Hart                                          | 26. ledna 2014     | 7. června 2014    | 110       |
| 13           | 13        | Move-a-Rooney           | Stěhování u Rooneyových     | Andy Fickman | Ernie Bustamante                                                | 9. února 2014      | 14. června 2014   | 112       |
| 14           | 14        | Slump-a-Rooney          | Rooneyovi v krizi           | Andy Fickman | John Peaslee                                                    | 9. března 2014     | 28. června 2014   | 114       |
| 15           | 15        | Moms-a-Rooney           | Rooneyovic mámy             | Andy Fickman | Jenny Keene                                                     | 16. března 2014    | 19. července 2014 | 115       |
| 16           | 16        | Shoe-a-Rooney           | Rooneyovic lodičky          | Andy Fickman | William Luke Schreiber                                          | 6. dubna 2014      | 11. srpna 2014    | 117       |
| 17           | 17        | Howl-a-Rooney           | Zvlčílí Rooneyovci          | Andy Fickman | Danielle Hoover, David Monahan                                  | 13. dubna 2014     | 26. července 2014 | 116       |
| 18           | 18        | Flashback-a-Rooney      | Minulost u Rooneyových      | Andy Fickman | Sylvia Green                                                    | 4. května 2014     | 12. srpna 2014    | 118       |
| 19           | 19        | BFF-a-Rooney            | Nejvíc Rooneyovic kámošky   | Andy Fickman | Kali Rocha, Johnathan McClain                                   | 22. června 2014    | 13. srpna 2014    | 119       |
| 20           | 20        | Song-a-Rooney           | Uzpívaní Rooneyovi          | Andy Fickman | námět: Sylvia Green scénář: Linda Mathious, Heather MacGillvray | 29. června 2014    | 14. srpna 2014    | 120       |
| 21           | 21        | Space-Werewolf-a-Rooney | Rooneyovic ve vesmíru       | Andy Fickman | John D. Beck, Ron Hart                                          | 27. července 2014  | 27. října 2014    | 121       |

### Druhá řada (2014–2015)
| Č. v seriálu | Č. v řadě | Původní název           | Český název                | Režie              | Scénář                              | Premiéra v USA     | Premiéra v ČR     | Prod. kód |
| ------------ | --------- | ----------------------- | -------------------------- | ------------------ | ----------------------------------- | ------------------ | ----------------- | --------- |
| 22           | 1         | Premiere-a-Rooney       | Premiéra u Rooneyových     | Shelley Jensen     | John D. Beck, Ron Hart              | 21. září 2014      | 7. února 2015     | 201       |
| 23           | 2         | Pottery-a-Rooney        | Keramika u Rooneyových     | Shelley Jensen     | John Peaslee                        | 28. září 2014      | 14. února 2015    | 202       |
| 24           | 3         | Helgaween-a-Rooney      | Helgoween u Rooneyových    | Rich Correll       | John D. Beck, Ron Hart              | 5. října 2014      | 21. února 2015    | 207       |
| 25           | 4         | Kathy Kan-a-Rooney      | Kathy Ken u Rooneyových    | Linda Mendoza      | Danielle Hoover, David Monahan      | 12. října 2014     | 28. února 2015    | 204       |
| 26           | 5         | Match-a-Rooney          | Rooneyovic dohazovačka     | Rich Correll       | David Tolentino                     | 2. listopadu 2014  | 7. března 2015    | 205       |
| 27           | 6         | Hoops-a-Rooney          | Košíkářka Rooneyová        | Rich Correll       | Sylvia Green                        | 23. listopadu 2014 | 4. července 2015  | 206       |
| 28           | 7         | New Year's Eve-a-Rooney | Rooneyovic silvestr        | Victor Gonzalez    | John Peaslee                        | 7. prosince 2014   | 13. června 2015   | 208       |
| 29           | 8         | Bro-Cave-a-Rooney       | Rooneyovic brloh           | Adam Weissman      | John D. Beck, Ron Hart              | 18. ledna 2015     | 20. června 2015   | 203       |
| 30           | 9         | Upcycle-a-Rooney        | Rooneyovi recyklují        | Chris Poulos       | Linda Mathious, Heather MacGillvray | 25. ledna 2015     | 27. června 2015   | 210       |
| 31           | 10        | Rate-a-Rooney           | Rooneyovic známka          | Adam Weissman      | Jennifer Keene                      | 8. února 2015      | 6. června 2015    | 215       |
| 32           | 11        | Detention-a-Rooney      | Rooneyovi po škole         | Jody Margolin Hahn | John Peaslee                        | 15. února 2015     | 11. července 2015 | 209       |
| 33           | 12        | Muffler-a-Rooney        | Rooneyovic tlumiče         | Victor Gonzalez    | Sylvia Green                        | 1. března 2015     | 18. července 2015 | 211       |
| 34           | 13        | Gift-a-Rooney           | Rooneyovic výročí          | Adam Weissman      | Kriss Turner Tower                  | 8. března 2015     | 25. července 2015 | 212       |
| 35           | 14        | Neighbors-a-Rooney      | Rooneyovic sousedi         | Johnathan McClain  | Kali Rocha                          | 26. března 2015    | 3. ledna 2016     | 213       |
| 36           | 15        | Repeat-a-Rooney         | Rooneyovic šesťáci         | Benjamin King      | Marc C. Secada                      | 9. dubna 2015      | 27. prosince 2015 | 214       |
| 37           | 16        | Cook-a-Rooney           | Rooneyovic vaření          | Andy Fickman       | Danielle Hoover, David Monahan      | 12. dubna 2015     | 26. prosince 2015 | 221       |
| 38           | 17        | Prom-a-Rooney           | Rooneyovic na plese        | Shannon Flynn      | Heather MacGillvray, Linda Mathious | 19. dubna 2015     | 19. září 2015     | 219       |
| 39           | 18        | Flugelball-a-Rooney     | Flugubol u Rooneyových     | Adam Weissman      | David Talentino                     | 3. května 2015     | 16. ledna 2016    | 216       |
| 40           | 19        | Band-a-Rooney           | Rooneyovic kapela          | Jody Margolin Hahn | Danielle Hoover, David Monahan      | 14. června 2015    | 9. ledna 2016     | 220       |
| 41           | 20        | Video-a-Rooney          | Rooneyovic videoklub       | Andy Fickman       | David Tolentino                     | 21. června 2015    | 17. ledna 2016    | 223       |
| 42           | 21        | Triangle-a-Rooney       | Rooneovic křeník           | Andy Fickman       | Eric Abrams                         | 19. července 2015  | 10. ledna 2016    | 222       |
| 43           | 22        | Frame-a-Rooney          | Past na Rooneyovy          | Jody Margolin Hahn | William Luke Schreiber              | 26. července 2015  | 23. ledna 2016    | 217       |
| 44           | 23        | SPARF-a-Rooney          | Rooneyovi a festival SPARF | Andy Fickman       | Danielle Hoover, David Monahan      | 16. srpna 2015     | 6. února 2016     | 303       |
| 45           | 24        | Champ-a-Rooney          | Rooneyovic mistryně        | Andy Fickman       | John D. Beck, Ron Hart              | 23. srpna 2015     | 24. ledna 2016    | 224       |

### Třetí řada (2015–2016)
| Č. v seriálu | Č. v řadě | Původní název           | Český název                 | Režie                 | Scénář                              | Premiéra v USA     | Premiéra v ČR      | Prod. kód |
| ------------ | --------- | ----------------------- | --------------------------- | --------------------- | ----------------------------------- | ------------------ | ------------------ | --------- |
| 46           | 1         | Continued-a-Rooney      | Rooneyovi na pokračování    | Andy Fickman          | John Peaslee                        | 13. září 2015      | 13. února 2016     | 301       |
| 47           | 2         | Voltage-a-Rooney        | Supérhrdinka Rooneyová      | Andy Fickman          | John D. Beck, Ron Hart              | 13. září 2015      | 20. února 2016     | 302       |
| 48           | 3         | Co-Star-a-Rooney        | Kdo bude hrát s Rooneyovou  | Adam Weissman         | Linda Mathious, Heather MacGillvray | 20. září 2015      | 27. února 2016     | 305       |
| 49           | 4         | Haunt-a-Rooney          | Strašidla a Rooneyovi       | Adam Weissman         | Danielle Hoover, David Monahan      | 4. října 2015      | 31. října 2016     | 306       |
| 50           | 5         | Cowbell-a-Rooney        | Rooneyovic kravské zvonce   | Adam Weissman         | David Tolentino                     | 18. října 2015     | 5. března 2016     | 304       |
| 51           | 6         | Grandma-a-Rooney        | Rooneyovic babča            | Kevin C. Sullivan     | Sylvia Green                        | 25. října 2015     | 2. ledna 2016      | 218       |
| 52           | 7         | Meatball-a-Rooney       | Rooney v masových kuličkách | Kevin C. Sullivan     | John Peaslee                        | 8. listopadu 2015  | 12. března 2016    | 307       |
| 53           | 8         | Ask-Her-More-a-Rooney   | Ptejte se Rooneyové         | Jody Margolin Hahn    | Sylvia Green                        | 22. listopadu 2015 | 19. března 2016    | 308       |
| 54           | 9         | Joy-to-a-Rooney         | Radost u Rooneyových        | Jody Margolin Hahn    | William Luke Schreiber              | 6. prosince 2015   | 9. prosince 2016   | 309       |
| 55           | 10        | Ridgewood-a-Rooney      | Parker na střední škole     | Jody Margolin Hahn    | Sylvia Green                        | 17. ledna 2016     | 2. dubna 2016      | 310       |
| 56           | 11        | Coach-a-Rooney          | Trénovat Rooneyovou         | Leonard R. Garner Jr  | Jennifer Keene                      | 24. ledna 2016     | 9. dubna 2016      | 311       |
| 57           | 12        | Secret-Admirer-a-Rooney | Tajný ctitel pro Rooneyovu  | Chris Poulos          | Linda Mathious, Heather MacGillvray | 21. února 2016     | 16. dubna 2016     | 312       |
| 58           | 13        | Vive-la-Rooney          | Rooneyová po Francouzku     | Dave Cove             | Kali Rocha, Johnathan McClain       | 13. března 2016    | 23. dubna 2016     | 313       |
| 59           | 14        | Dream-a-Rooney          | Rooneyová v kapele Dream    | Adam Weissman         | David Tolentino                     | 20. března 2016    | 30. dubna 2016     | 314       |
| 60           | 15        | Home Run-a-Rooney       | Houmran pro Rooneyovou      | Leonard R. Garner Jr. | Freddie Gutierrez                   | 10. dubna 2016     | 5. listopadu 2016  | 315       |
| 61           | 16        | Scoop-a-Rooney          | Zprávy o Rooneyové          | Wendy Faraone         | Danielle Hoover, David Monahan      | 24. dubna 2016     | 12. listopadu 2016 | 316       |
| 62           | 17        | Choose-a-Rooney         | Rooneyová vyber si          | Leonard R. Garner Jr. | Betsy Sullenger                     | 8. května 2016     | 19. listopadu 2016 | 317       |
| 63           | 18        | Friend-a-Rooney         | Kamarád Rooney              | Leonard R. Garner Jr. | Linda Mathious, Heather MacGillvray | 22. května 2016    | 26. listopadu 2016 | 318       |
| 64           | 19        | Skyvolt-a-Rooney        | Skyvolt Rooneyová           | Adam Weissman         | Sylvia Green, David Tolentino       | 5. června 2016     | 3. prosince 2016   | 319       |
| 65           | 20        | Californi-a-Rooney      | Rooneyovi v Californii      | Adam Weissman         | John D. Beck, Ron Hart              | 19. června 2016    | 10. prosince 2016  | 320       |

### Čtvrtá řada (2016–2017)
| Č. v seriálu | Č. v řadě | Původní název             | Český název                      | Režie                 | Scénář                               | Premiéra v USA     | Premiéra v ČR    | Prod. kód |
| ------------ | --------- | ------------------------- | -------------------------------- | --------------------- | ------------------------------------ | ------------------ | ---------------- | --------- |
| 66           | 1         | Sorta Sisters-a-Rooney    | Tak nějak sestry Rooneyovy       | Andy Fickman          | John D. Beck, Ron Hart               | 23. září 2016      | 8. ledna 2017    | 401       |
| 67           | 2         | Linda & Heather-a-Rooney  | Linda & Heather a Rooneyovi      | Adam Weissman         | Linda Matthious, Heather MacGillvray | 30. září 2016      | 15. ledna 2017   | 402       |
| 68           | 3         | Scare-a-Rooney            | Děs a hrůza u Rooneyových        | Wendy Faraone         | David Tolentino                      | 14. října 2016     | 31. října 2017   | 403       |
| 69           | 4         | Sing It Louder!!-a-Rooney | Zazpívej zas, Rooneyová          | Adam Weissman         | John Peaslee                         | 18. listopadu 2016 | 22. ledna 2017   | 404       |
| 70           | 5         | Slumber Party-a-Rooney    | Pyžamová párty ala Rooneyová     | Kevin C. Sullivan     | Danielle Hoover, David Monahan       | 25. listopadu 2016 | 29. ledna 2017   | 405       |
| 71           | 6         | Cali Christmas-a-Rooney   | Domeček a Rooneyovi              | Andy Fickman          | Sylvia Green                         | 2. prosince 2016   | 22. dubna 2017   | 411       |
| 72           | 7         | Standup-a-Rooney          | Standup u Rooneyových            | Chris Poulos          | Betsy Sullenger                      | 6. ledna 2017      | 29. dubna 2017   | 406       |
| 73           | 8         | Roll Model-a-Rooney       | Rooneyovic holky boří stareotypy | Leonard R. Garner Jr. | Jenny Keene                          | 13. ledna 2017     | 6. května 2017   | 407       |
| 74           | 9         | Falcon-a-Rooney           | Sokol Rooney                     | Leonard R. Garner Jr. | William Luke Schreiber               | 20. ledna 2017     | 13. května 2017  | 408       |
| 75           | 10        | Ex-a-Rooney               | Bývalí u Rooneyových             | Dave Cove             | Linda Mathious, Heather MacGillvray  | 27. ledna 2017     | 20. května 2017  | 409       |
| 76           | 11        | Tiny House-a-Rooney       | Domeček a Rooneyovi              | John D. Beck          | Kali Rocha, Jonathan McClain         | 17. února 2017     | 7. prosince 2017 | 410       |
| 77           | 12        | Big Break-a-Rooney        | Rooneyová životní šance          | Wendy Farone          | Sonja Warfield                       | 24. února 2017     | vysíláno         | 414       |
| 78           | 13        | Sing It Live!!!-a-Rooney  |                                  | Paul Hoen             | John Peaslee                         | 3. března 2017     | 2. září 2017     | 412       |
| 79           | 14        | Voice-a-Rooney            | Zpěv Rooneyové                   | Andy Fickman          | Ron Hart                             | 17. března 2017    | 3. září 2017     | 413       |
| 80           | 15        | End-a-Rooney              | Rooneyovi končí                  | Andy Fickman          | Danielle Hoover, David Monahan       | 24. března 2017    | 9. září 2017     | 415       |